# Красиві дівчата (фільм)
«Красиві дівчата» (англ. Beautiful Girls) — американський фільм режисера Теда Демме за участю таких знаменитостей, як: Тімоті Хаттон, Ума Турман, Метт Діллон, Наталі Портман та інших.

## Сюжет
Трагікомедія, що відкриває глибину людських відносин і характерів. Чоловік закриває кришку старого піаніно, допиває віскі, збирає виручені за день гроші і бере квиток в один кінець в Найтс Рідж, в маленьке, глухе вигадане містечко штату Массачусеттс, де він виріс. Там живе його батько, який сумував за померлою дружиною, брат-нероба, там живуть його друзі по школі — хто одружений і з дітьми, а хто досі тинятися околицями. Там, у будинку по сусідству, живе маленька, але дуже розумна дівчинка, яку він побачить вперше. Бар і салон краси стають улюбленим місцем для обговорення проблем, що виникають між чоловіками і жінками. Справжня любов і гіркота зрад, чоловіча дружба й жіноча вірність вигадливо переплітаються в долях героїв, міняючи звичний життєвий уклад.

## У ролях
| Актор              | Роль            |
| ------------------ | --------------- |
| Метт Діллон        | Томмі Роуленд   |
| Ноа Еммеріх        | Майкл Морріс    |
| Аннабет Гіш        | Трейсі Стовер   |
| Лорен Холлі        | Деріан Смоллс   |
| Тімоті Хаттон      | Віллі Конвей    |
| Рози О'Доннелл     | Джина Баррісано |
| Наталі Портман     | Марті           |
| Міра Сорвіно       | Шерон Кессіді   |
| Ума Турман         | Андера          |
| Прюїтт Тейлор Вінс | Стінкі          |
| Річард Брайт       | Дік Конвей      |

### Список композицій
1. Roland Gift — «That's How Strong My Love Is» 6:18
2. The Afghan Whigs — «Be for Real» 4:16
3. Howlin' Maggie — «Easy to Be Stupid» 4:51
4. Billy Paul — «Me and Mrs. Jones» 4:48
5. Satchel — «Suffering» 4:49
6. Chris Isaak — «Graduation Day» 3:10
7. Pete Droge & the Sinners — «Beautiful Girl» 4:34
8. Ween — «I'll Miss You» 2:56
9. Afghan Whigs — «Can't Get Enough of Your Love, Babe» 5:21
10. The Spinners — «Could It Be I'm Falling in Love» 4:31
11. Kiss — «Beth» 2:46
12. King Floyd — «Groove Me» 3:01
13. Diamonds — «The Stroll» 2:31
14. Ніл Даймонд — «Sweet Caroline» 3:24

### Також звучали
1. Greg Kihn Band — «The Break Up Song (They Don't Write Them Like That Any More)»
2. Split Enz — «I Got You»
3. A Flock Of Seagulls — «I Ran»
4. Біллі Престон — «Will It Go Round In Circles»
5. Jethro Tull — «Locomotive Breath»
6. Bernie Wyte and his Orchestra — «Never On Sunday»
7. Лу Рід — «Walk On The Wild Side»
8. Rolling Stones — «Fool To Cry»
9. Morphine — «Honey White»

## Знімальна група
- Режисер — Тед Демме
- Сценарист — Скотт Розенберг
- Продюсер — Кері Вудс, Алан С.Бломквист, Кеті Конрад